# Soobolevnost
Sòobolévnost ali kómorbídnost pomeni hkratno in nevzročno pojavljanje različnih bolezni oziroma prisotnost ene ali več motenj ali bolezni poleg osnovne bolezni, ki jo bolnik ima ter zajema tako telesne kot duševne bolezni (čeravno se pogosto izraz uporablja specifično za prisotnost duševnih bolezni ob neki osnovni bolezni). Za opis sočasne prisotnost dveh ali več kroničnih zdravstvenih stanj pri posamezniku se uporablja tudi izraz multimorbidnost. Enotna opredelitev soobolevnosti ne obstaja. Hkrati prisotno bolezen ob osnovni bolezni imenujemo sočasna bolezen, pridružena bolezen ali sobolezen. 
Sočasne bolezni so lahko etiološko povezane, lahko so na primer posledica delovanja istih dejavnikov tveganja, ali pa so povsem nepovezane in jih povezuje le sočasnost.
S soobolevnostjo se v svetu vse pogosteje srečujemo, ne le zaradi staranja prebivalstva, temveč tudi zaradi boljše zdravstvene oskrbe in višjega življenjskega standarda. Pomemben izziv sodobnih zdravstvenim sistemom po vsem svetu predstavljajo zlasti kronična stanja, ki so glavni vzroki obolevnosti in umrljivosti v dolgoživih družbah.
Soobolevnost povzroča slabše zdravstvene izide, zahtevnejšo klinično obravnavo, manjšo kakovost življenja, večjo smrtnost in hkrati tudi večje zdravstvene stroške.
Obstajajo različna orodja merjenje soobolevnosti, kot je na primer charlsonov indeks.

## Opredelitev
Enotna opredelitev soobolevnosti ne obstaja. Gre za hkratno in nevzročno pojavljanje različnih, tako telesnih kot duševnih bolezni, pogosto se pa izraz uporablja tudi ožje, za opis prisotnosti duševnih bolezni ob neki osnovni bolezni, ali še ožje za opis sočasnega pojavljanja določene duševne bolezni in uživanje dovoljenih in nedovoljenih drog.

## Pogostnost soobolevnosti
Razširjenost soobolevnosti je visoka in s starostjo progresivno narašča ter predstavlja problem po vsem svetu. Na primer, neka ameriška študija je pokazala, da je vsak zdravnik ob pregledu obravnaval pri posameznem bolniku v povprečju 3,07 zdravstvenega problema, pri bolnikih, starejših od 65 let, pa celo 3,88 zdravstvenega problema. Podobna študija v Kanadi je pokazala na to, da ima kar 90 % bolnikov, ki pridejo k zdravniku v ambulanto, več kot eno kronično bolezen, in to število se s starostjo povečuje. Presečna študija v Sloveniji v letih 2003 in 2004 je pokazala, da zdravnik družinske medicine v povprečju obravnava 1,5 zdravstvenega problema pri svojem bolniku.

## Posledice
Soobolevnost močno vpliva na kakovost življenja prebivalstva in vzdržnost zdravstvenih sistemov. Tako pri mlajših kot pri starejših odraslih osebah predstavlja pomemben dejavnik za neugodne izide zdravljenja,, zahtevnejšo klinično obravnavo, manjšo kakovost življenja, večjo smrtnost in hkrati tudi večje zdravstvene stroške. V primerjavi z osebami, ki imajo eno bolezensko stanje, bolniki s soobolevnostjo umirajo prej, so večkrat hospitalizirani, imajo slabšo kakovost življenja in prejemajo več zdravil.